# 立憲民主連合
立憲民主連合（りっけんみんしゅれんごう、アラビア語：التجمع الدستوري الديمقراطي Al-Tajammu` al-Dustūrī al-Dīmuqrāṭī、フランス語：Rassemblement constitutionnel démocratique）は、チュニジアの政党。ベン＝アリー、ガンヌーシ、メバザ政権において与党の立場にある。
本項目では、その前身である新憲政党、社会主義憲政党も説明する。

## 歴史
- 1934年　憲政党（Destour）より分立。新憲政党（Neo Destour）を創設。
- 1956年　チュニジア、立憲王国（チュニジア王国）としてフランスから独立。新憲政党を中心とする民族戦線が圧勝し、ブルギーバが首相に選任。
- 1957年　ブルギーバ、王政を廃し、共和制への移行を宣言。自ら大統領に就任。
- 1964年　名称を「新憲政党」から「社会主義憲政党（Parti socialiste destourien）」に変更。
- 1987年　ブルギーバが退任し、ベン＝アリーが大統領に就任。
- 1988年　名称を「社会主義憲政党」より現名称に変更。
- 2011年1月　ジャスミン革命によりベン＝アリー政権が崩壊。後継の暫定政権でも主体となったが、国民からの批判をかわすため1月18日に中央委員会を解散、入閣した党員は全員が離党。党としては存続する[1]。
- 2011年2月 暫定政権が活動の全面停止を言い渡した[2]。
- 2011年3月 裁判所から解党を命じられた[3]。